# Phyllachora menothea
Phyllachora menothea är en svampart som beskrevs av Syd. 1928. Phyllachora menothea ingår i släktet Phyllachora och familjen Phyllachoraceae.   Inga underarter finns listade i Catalogue of Life.